# Зловживання речовинами, які не викликають залежність
Зловживання речовинами, які не викликають залежність (англ. abuse of non-dependence-producing substances) — неодноразове неправильне використання будь-яких речовин, що супроводжується, незважаючи на відсутність у них наркогенного потенціалу, шкідливими психологічними або фізичними наслідками. Даний діагноз включено Міжнародну класифікацію хвороб десятого перегляду (МКХ-10).

## Групи речовин
До цього розладу відносять неодноразове та невідповідне використання лікарських засобів, що відпускаються як за рецептом, так і безрецептурних, а також рослин та засобів народної медицини.
Включають зловживання антидепресантами (F55.0), проносними (F55.1), безрецептурними анальгетиками, такими як аспірин (ацетилсаліцилова кислота) і парацетамол (ацетамінофен) (F55.2), антацидами (F55.3), стероїдами та іншими гормонами (F55.5), рослинами або засобами народної медицини (F55.6) або іншими речовинами, що не викликають залежність (F55.8).